# Калаузлија (Радовиште)
Калаузлија (мкд. Калаузлија) је насеље у Северној Македонији, у југоисточном делу државе. Калаузлија је насеље у оквиру општине Радовиште.

## Географија
Калаузлија је смештена у југоисточном делу Северне Македоније. Од најближег града, Радовишта, насеље је удаљено 6 km североисточно.
Насеље Калаузлија се налази у историјској области Јуруклук. Насеље је положено северно од Радовишког поља, на јужним падинама планине Плачковице. Надморска висина насеља је приближно 650 метара. 
Месна клима је континентална.

## Становништво
Калаузлија је према последњем попису из 2002. године имала 279 становника.
Већинско становништво у насељу су етнички Турци (100%).
Претежна вероисповест месног становништва је ислам.